# Tronchetto
Tronchetto (ook bekend als Isola nuova, oftewel “nieuw eiland”) is een kunstmatig eiland in de Lagune van Venetië in Noord-Italië. Het eiland ligt aan het westelijke uiteinde van het Venetiaanse hoofdeiland.
Het eiland is gecreëerd in 1960 en is in gebruik als parkeerterrein voor toeristen die niet met hun eigen voertuig de stad kunnen bezoeken. De People Mover verbindt het eiland met het plein Piazzale Roma, wat dient als busstation voor de stad. Er is een tussenstop die toegang biedt tot de cruise terminals.

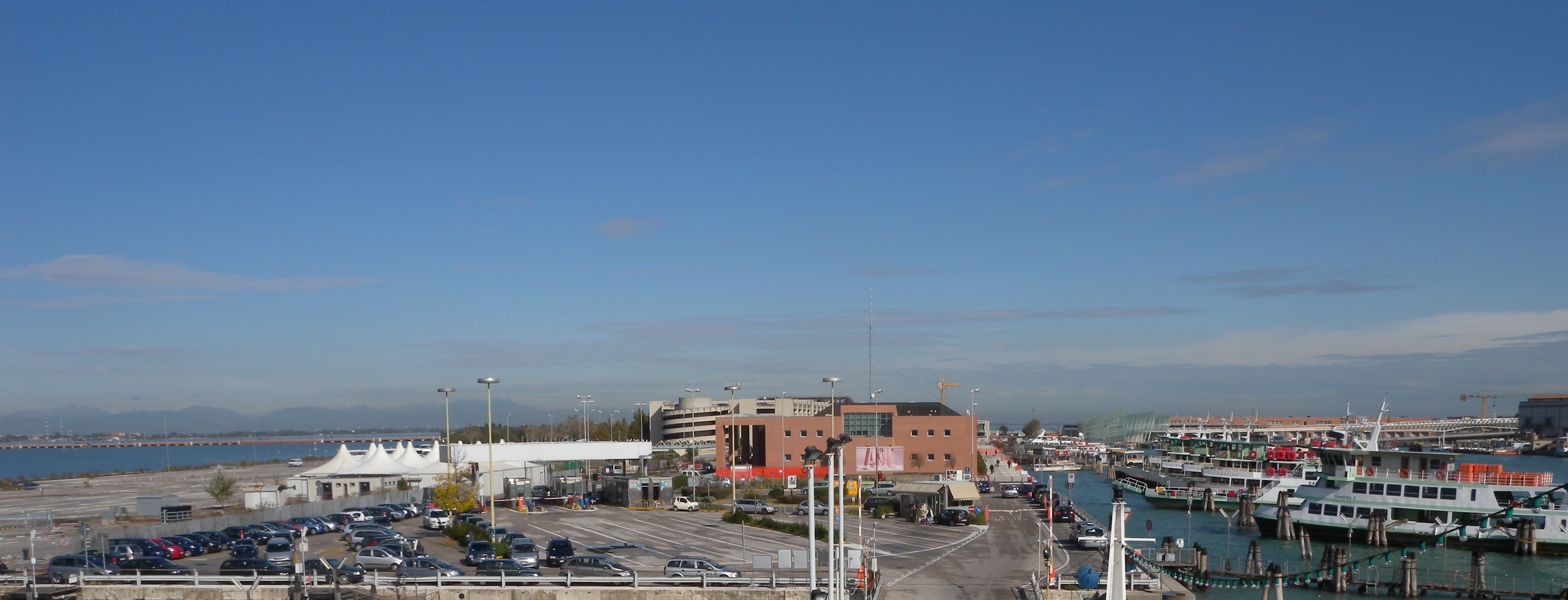
Zicht op het eiland Tronchetto